# كي تي (شركة)
كي تي (بالإنجليزية: KT Corporation) (الكورية: 주식회사 케이티)، المعروفة سابقًا باسم كوريا تليكوم، هي ثاني أكبر شركة اتصالات في كوريا الجنوبية. حيث بلغ عدد مشتركيها اكثر من 16 مليون عميل، اعتبارا من الربع الرابع من عام 2017.
الشركة التي كانت مملوكة للدولة سابقًا هي أول شركة اتصالات في كوريا الجنوبية، وبالتالي فهي تهيمن على سوق الخطوط الأرضية المحلية وسوق الإنترنت واسع النطاق، حيث تخدم حوالي 90 بالمائة من مشتركي الخطوط الثابتة في البلاد و 45 بالمائة من مستخدمي الإنترنت عالي السرعة. بعد بيع الشركة التابعة لها كوريا موبايل تيليكوم في عام 1994، عادت كيه تي للإتصالات إلى السوق اللاسلكية مع إنشاء شركة خدمات الأتصالات الشخصية الناقل كيه تي أف في يناير 1997.
اندماج الشركة في عام 2009 مع شركة كيه تي أف، التابعة لها اللاسلكية، جعلها تاسع أكبر شركة تشايبول (تكتل شركات) في البلاد بأصول تقارب 24 تريليون وون (20 مليار دولار).
في يناير 2011، أطلقت كيه تي للإتصالات العلامة التجارية الموحدة "Olleh" لكل من خدمات النطاق العريض للخطوط الثابتة والخلوية.

## شركات ذات صله

### قسم الترفية والتلفزيون
- كي تي استوديو جاي ني (قسم التخطيط والإنتاج التلفزيوني)
- سيزن (منصة بث الفيديو)، التي تم دمجها في 2022، مع منصة تيفينج التابعة لي ساي جاي إي إند إم.[7]
- جاي ني ميوزك[8]